# Gerald Guralnik
Gerald Stanford Guralnik (/ɡʊˈrælnɪk/; Cedar Falls, 17 de setembro de 1936 – Providence, 26 de abril de 2014) foi um físico estadunidense. Foi professor de física da Universidade Brown.
Foi co-descobridor do mecanismo de Higgs e do bóson de Higgs, com Carl Richard Hagen e Tom Kibble (GHK).